# ФК „Чавдар“ (Етрополе)
Вижте пояснителната страница за други значения на Чавдар.
„Чавдар“ е футболен клуб от град Етрополе, България, участващ в Югозападната група на Трета аматьорска футболна лига.
Клубът е основан през 1922 г. Цветовете му са червено и бяло. Играе мачовете си на стадион „Чавдар“, който е с капацитет от 5600 места.

## История
Клубът е основан през 1922 г. под името „Балкан“. През 1945 г. е преименуван на „Пею Кринчев“. От 1957 до 1985 г. се нарича ДФС „Етрополе“. През 1985 г. е преименуван на „Чавдар“. От 1990 г. до 1995 г. се нарича ФК „Етрополе“. През 1995 г. пак е преименуван на ФК „Чавдар“, след което през 1998 г. отново е преименуван на ФК „Етрополе“. От лятото на 2000 г. отново се нарича „Чавдар“.
През 1972/73 г. достига до шестнайсетинафинал за Купата на Съветската армия, като на 1/32-финала отстранява Свобода (Милковица) с 2:0, но отпада от Ботев (Враца) с 1:4 след продължения (в редовното време резултатът е 1:1).
През 2004/05 г. влиза в Югозападната В група и от тази година започва да се пише новата история на Чавдар от Етрополе. В първото си участие след дългогодишно прекъсване завършва на 15 място. През 2006/07 г. отбора успя да завърши на 2 място, изпреварвайки носителя на Купата на Аматьорската футболна лига – Малеш (Микрево) и Пирин (Благоевград).
На 4 юли 2007 г. спечели бараж за влизане в Западната Б група срещу ОФК Ботев (Враца) с 3:2 след изпълнение на дузпи (в редовното време и продълженията резултатът е 0:0).
Рекордното им класиране е през сезон 2007/2008 като там завършват на 3-то място в Западната Б професионална футболна група.
Най-големият успех в турнира за Купата на България през 2010 г., когато достига полуфиналите. Там стигат след победа над Банско с 1:0, победа над Рил.спортист в Самоков с 0:2, победа в Пловдив над Марица с 1:0 след продължения, на 1/4 финала отстраняват Славия като домакини с 4:2 след изпълнение на дузпи. На 1/2 финала отпадат от Берое в Етрополе с 1:0, като трябва да се отбележи че това е най-посетения мач в историята на Чавдар Етрополе 5000 души на стадион „Чавдар“.
През 2013 отборът се разформира и спира да съществува, но е възстановен през 2014 и играе в А ОФГ.
Преструктуриран е на „ПФК ЦСКА – 1948“ АД на 1 юни 2016 г. и е слят с ПФК Литекс Ловеч 1921, който се е преструктурирал на „ПФК ЦСКА – София“ ЕАД
През лятото на 2016 г. е възстановен и обединен с Правец, като заема мястото на Правец в Трета лига.
На 8 февруари 2024 г. от клубът съобщават че преустановяват тренировъчния процес, поради недостатъчно финансиране.

## Успехи
- Полуфиналист за Купата на България през 2010 г.
- 3-то място в Западна Б футболна група през 2007/2008 г.

## Стадион
Капацитетът е 5600 зрители, а размерите на терена са 90 х 55.